# Генеральні кортеси
Генера́льні корте́си (ісп. Cortes Generales, МФА: [ˈkoɾtes xeneˈɾales], «загальні збори») — двопалатний парламент в Іспанії. Представницький орган і носій законодавчої влади. Складається з Конгресу (нижня палата) і Сенату (верхня палата). Нараховує 616 парламентарів, які обираються на загальнонаціональних виборах — 350 депутатів Конгресу і 266 сенаторів. Походить від середньовічних іспанських кортесів. Стара назва — Іспа́нські корте́си (ісп. Cortes Españolas)

## Історія
Система державних органів Іспанії побудована за принципом розподілу влад. Законодавча влада належить Генеральним кортесам, виконавча — здійснюється Урядом, судова влада є основою організації та діяльності незалежних судів. Згідно зі ст.1 Конституції Іспанії від 27 грудня 1978 року, форма політичного правління Іспанії — парламентська монархія. Така форма монархії зумовлює принцип верховенства парламенту над виконавчою владою.

## Склад
Генеральні кортеси представляють іспанський народ та складаються із двох палат:
- Конгрес депутатів (Congreso de los Diputados)
- Сенат (Senado)

Обидві палати формуються одночасно на основі вільного, загального, рівного та прямого виборчого права таємним голосуванням. Однак, під час обрання депутатів застосовується система пропорційного представництва, а вибори сенаторів проводяться за мажоритарною системою. Активне і пасивне виборче право належить всім іспанцям, які досягли 18 років та володіють політичними правами в повному обсязі. Виборчі права мають також іспанці, які проживають за межами Іспанії. Строк повноважень обидвох палат парламенту складає чотири роки.

## Вибори

### Вибори до Конгресу
Іспанський законодавець не встановив постійного кількісного складу палати. Тому згідно з Конституцією Іспанії до «Конгресу депутатів» може бути обрано від 300 до 400 депутатів з використанням 3 % бар'єру.
Як правило, в останні роки до складу «Конгресу депутатів» обирається 350 осіб, а до складу «Сенату» обирається 208 сенаторів, і 46 призначаються законодавчими зборами автономних співтовариств.
Виборчим округом є кожна з 50 іспанських провінцій. Міста Сеута та Мелілья, що знаходяться на північному узбережжі Африки і належать іспанській Короні, обирають до Конгресу по одному депутату. Органічний закон про загальний виборчий режим від 16 червня 1985 року (останні зміни внесені в 1995 році) та Конституція Іспанії розподіляють загальну кількість депутатів так, щоб забезпечити мінімум одного представника від кожного округу та розподілити інші місця пропорційно кількості населення. Вибори можуть проводитися не раніше тридцяти та не пізніше шістдесяти днів з моменту закінчення повноважень парламенту.

### Вибори до Сенату
Від кожної провінції обирається по чотири сенатора, від міст Сеута та Мелілья — по два.
Вибори сенаторів проходять за мажоритарною системою. По 4 сенатора — від провінцій (багатомандатний мажоритарний округ), по 3 сенатора обирають Великі Канарські острови, острови Майорка, острови Тенерифе, по 2 сенатора — міста Сеута та Мелілья, по 1 — острови, крім вищеназваних.
Що стосується острівних провінцій, то кожна з них, яка має кабільдо або острівну раду, утворює виборчий округ для виборів сенаторів. Квота представництва у Сенаті острівних територій встановлена у п.3 ст. 69 Конституції.
Так, від кожного з великих островів (Гран-Канарія, Майорка, Тенерифе) обирається по три сенатора, а від інших островів чи їх груп (Івіса, Форментера, Менорка, Фуертевентура, Гомера, Ієрро, Лансароте і Ла-Пальма) — по одному сенатору. Крім того, частина сенаторів призначається законодавчими зборами так званих «автономних співтовариств» (по одному від кожного такого «співтовариства» і ще по одному від кожного мільйона громадян, що проживають на їх території).